# Piotrowo Drugie
Piotrowo Drugie – wieś w Polsce położona w województwie wielkopolskim, w powiecie kościańskim, w gminie Czempiń.  Na południe od miejscowości przepływa Kanał Mosiński. Piotrowo Pierwsze oddziela Piotrowo Drugie od drogi krajowej nr 5.
Wieś istniała przed 1580 rokiem. Pod koniec XVIII wieku właścicielem byli Koczorowscy. Pod koniec XIX wieku Piotrowo, znane też pod nazwami Piotrów, Pietrowo i Petrowo, liczyło, bez wyróżnienia Piotrowa Pierwszego i Drugiego 22 domostwa i 205 mieszkańców, wszyscy wyznania katolickiego. Majątek liczył wtedy 172 mieszkańców w 10 domostwach, a przeważały w nim grunty orne i lasy. Właścicielem był August von Delhaes. W latach 1975–1998 miejscowość administracyjnie należała do województwa poznańskiego.
Przez Piotrowo Drugie przebiega znakowany żółty szlak pieszy z leśniczówki Błotkowo przez Kościan do Piotrowa Pierwszego.